# Готфрид II Шенк фон Лимпург
Готфрид II (IV) Шенк фон Лимпург-Шпекфелд (на немски: Gottfried II (IV) Schenk von Limpurg in Speckfeld; * 1548; † 16 юни 1581, Зомерхаузен, Бавария) е наследствен шенк на Лимпург, господар в Шпекфелд в Бавария.

## Произход и наследство
Той е син на Карл I Шенк фон Лимпург-Шпекфелд (1498 – 1558) и втората му съпруга вилд и Райнграфиня Аделхайд фон Кирбург († 1580), дъщеря на граф Йохан VII фон Салм-Кирбург (1493 – 1531) и графиня Анна фон Изенбург-Бюдинген-Келстербах (1551 – 1557).
През 1558 г. пожар унищожава северната и източната част на замък Шпекфелд и през 1580 г. отново е построен. Фамилията на шенковете фон Лимпург-Шпекфелд наследяват Зомерхаузен.
Готфрид умира на 16 юни 1581 г. на 33 години в Зомерхаузен на Майн, окръг Вюрцбург, Бавария.

## Фамилия
Готфрид II (IV) Шенк фон Лимпург-Шпекфелд се жени 1573 г. за графиня Агнес фон Вид (* ок. 1556; † 1 май 1518), дъщеря на граф Йохан IV фон Вид († 1581) и графиня Катарина фон Ханау-Мюнценберг († 1588/1593), дъщеря на граф Филип II фон Ханау-Мюнценберг (1501 – 1529) и Юлиана фон Щолберг-Вернигероде (1506 – 1580). Те имат един син, който умира на три години:
- Йоахим Шенк фон Лимпург в Шпецкфелд (* 1577; † 17 октомври 1580)